# Einstein Probe
Pour les articles homonymes, voir Einstein (homonymie).
Einstein Probe  ou EP est un observatoire spatial X chinois de petite taille qui a pour objectif de détecter les phénomènes astronomiques transitoires et d'étudier les objets variables. Il doit effectuer des observations dans les longueurs d'onde 0,5-4 keV (rayons X mous) à l'aide de deux instruments : un télescope grand angle (1 stéradian) de résolution spatiale et énergétique moyenne et un télescope à champ étroit (1°x1°) bénéficiant d'une meilleure résolution. Le satellite, dont les instruments ont été développé en partie en collaboration avec l'Agence spatiale européenne et l'Institut Max Planck allemand, est le premier à mettre en œuvre la technique des concentrateurs à galette de microcanaux pour l'observation des rayons X. Grâce à cette technique, le champ de vue effectif du télescope est pratiquement dix fois plus important que celui des télescopes l'ayant précédé tandis que sa résolution angulaire est environ de 5 minutes d'arc. EP a été placé sur une orbite terrestre basse faiblement inclinée le 9 janvier 2024 par une fusée  Longue Marche 2C depuis la base de lancement de Xichang. La mission doit durer au moins 3 ans.

## Contexte
Einstein Probe est, avec GECAM, SMILE et ASO-S, une des quatre missions de la deuxième phase du programme spatial scientifique de l'Académie chinoise des sciences. Ce programme annoncé en juillet 2018 est doté d'une enveloppe de 4 milliards de yuans (515 millions €). L'objectif de la mission Einstein Probe est d'effectuer un relevé astronomique du ciel dans le domaine des rayons X à faible énergie pour identifier les phénomènes violents comme les sursauts gamma et les collisions de trous noirs.

## Objectifs
Les objectifs de la mission sont :
- identifier les trous noirs inactifs pour étudier comment la matière y est précipitée en détectant les événements transitoires suscités qui prennent la forme d'éruptions de rayonnement X ;
- détecter la contrepartie électromagnétique des événements déclenchant des ondes gravitationnelles comme la fusion d'étoiles à neutrons qui seront découverts par la prochaine génération de détecteurs d'ondes gravitationnelles ;
- réaliser une surveillance permanente de l'ensemble du ciel pour détecter les différents phénomènes transitoires et effectuer des mesures des sources X variables connues.

## Caractéristiques techniques du satellite
Einstein Probe est un satellite de petite taille dont la masse est de 1 450 kilogrammes. Le satellite est stabilisé 3 axes avec une stabilité de 0,001°/s et peut modifier le pointage de ses instruments de 20 degrés en une minute.

## Instrumentation scientifique
La charge utile d'Einstein Probe est constituée par deux instruments qui observent le rayonnement X mou :
- Wide-field X-ray Telescope (WXT) est un télescope à rayons X grand angle (champ de vue 60 × 60°, soit un peu moins de un stéradian) composé de 12 modules avec le deuxième instrument monté au centre. Chaque module a une longueur focale de 37,5 m. Six modules ont un champ de vue de 20 × 20° et une ouverture de 28x28 cm. Deux autres modules ont un champ de vue de 20 × 30° et une ouverture de 28 × 40 cm. Chaque module est constitué respectivement de 7 × 7 et 7 × 10 cellules individuelles. Le détecteur utilisé est un détecteur à gaz[5] ;
- Follow-up X-ray Telescope (FXT) est un télescope à rayons X à champ étroit (1 × 1°) d'une ouverture de 24 cm et d'une longueur focale de 1,4 mètre. L'optique utilise 6 × 6 cellules[6].

## Déroulement de la mission

### Lancement
Le télescope spatial EP a été placé en orbite le 9 janvier 2024 à 7h03 UTC par un lanceur Longue Marche 2C qui a décollé de la base de lancement de Xichang. Einstein Probe circule sur une orbite terrestre basse (600 km) avec une inclinaison orbitale de 29 degrés qu'il parcourt en 97 minutes,. 

### Déroulement des observations
Le télescope EP est en permanence pointé à l'opposé du Soleil. Il effectue ses observations uniquement lorsqu'il survole la face non éclairée de la Terre. Durant le survol de la face éclairée, il oriente ses panneaux solaires de manière qu'ils soient perpendiculaires à la direction du Soleil et il recharge ses batteries. À chaque orbite, il effectue trois observations de portions du ciel d'une durée unitaire de 20 minutes séparées par des intervalles de trois minutes pour permettre de repositionner le télescope. Les pointages effectués permettent de balayer la moitié de la voûte terrestre toutes les trois orbites : au cours d'une orbite ses instruments sont pointés dans la direction opposée au Soleil successivement à des intervalles de 60° et à chaque orbite il modifie l'angle avec le plan équatorial de la Terre (dans le plan, 60° au-dessus et 60° au-dessous).